# La Historia de Nastagio degli Onesti (cuarto episodio)
El cuarto episodio de La Historia de Nastagio degli Onesti (en italiano : Nastagio degli Onesti, quarto episodio) es una pintura a témpera sobre tabla (83 × 142 cm) de Sandro Botticelli, datada en 1483 y conservada en el Palacio Pucci en Florencia.

## Histórico
El cuadro forma parte de una serie de cuatro paneles destinados al cabecero de una cama nupcial o a la decoración para un cassone, por encargo de Lorenzo de Médici con el fin de hacer un regalo nupcial a Giannozzo Pucci  y Lucrezia Bini, ya que ambos escudos de armas familiares aparecen en el marco :de  los cuatro cuadros, tres de ellos se encuentran en el Prado de Madrid y uno en el Palazzo Pucci de Florencia.  
Los cuatro paneles quedaron en Florencia en el palacio de la familia Pucci hasta 1868, año de su venta. En lo sucesivo pasaron por diversas colecciones y, en 1929, Francisco de Asís Cambó compró tres a los herederos de Joseph Spiridon, después en 1941 hizo donación al museo del Prado. El cuarto, llamado  «banquete nupcial», perdido de vista durante siglos, reapareció en Florencia en abril de 2004, con ocasión de una exposición Sandro Botticelli-Filippino Lippi en el Palazzo Strozzi, y no habría abandonado nunca su morada original del palacio Pucci.

## Tema
El relato de Nastagio degli Onesti forma parte del octavo Cuento de la quinta jornada del Decamerón de Giovanni Boccaccio escrito entre 1348 y 1351, titulada «El Infierno para los enamorados crueles» dedicada a los amores primeramente desdichados que después terminan de manera feliz.
El cuarto cuadro representa el banquete final. 
La joven Traversari, que se ha asustado por el terrible castigo expuesto en el episodio tres, acepta casarse con Nastagio, que organiza la ceremonia desde el domingo siguiente.

## Descripción
La escena del banquete de bodas se desarrolla en  una decoración arquitectónica compuesta de columnatas a los lados y de arcos al fondo escondidos en parte por los pilares centrales.
La pompa  expuesta celebra la rica burguesía florentina, con sus preciosos cubiertos de banquete extendidos sobre el aparador central con un cuenco en primer plano, su abundancia de vituallas llevadas a izquierda y a derecha por elegantes servidores, la riqueza  de la vestimenta ceremonial y la majestad de la arquitectura.
En el centro de las columnas cuadradas del primer plano, se insertan ramas de mirto en porta-antorchas, símbolo del Amor ; están coronadas por escudos familiares (a partir de la izquierda, los Pucci, los Médicis y los Pucci-Bini). 
Ambas mesas se enfrentan lateralmente, colocándose los invitados en su exterior uno contra otro ; asimismo los recién casados se sientan cara a cara a la izquierda porque Nastagio se ha ubicado entre las mesas de banquete frente a su futura esposa.
El paisaje del fondo está constituido por cerros que se  pierden en  un lejano gradiente de perspectiva aérea.

## Análisis
Contrariamente a los tres primeros cuadros, donde se privilegiaba la narración, la acción y la naturaleza, éste no comporta más que una escena estática en una decoración antigua,
La representación de los detalles es minuciosa, la representación de los cubiertos, del mobiliiario y de los vestidos ceremoniales constituye un particular interés histórico. 
Botticelli utiliza la perspectiva con líneas rectas y un punto de fuga. La simería está marcada verticalmente por la columna central del arco de triunfo.
El matrimonio no parece  ser el principal centro de interés, los casados no están en evidencia y los personajes no parecen particularmente encantados.
En la parte trasera se encuentra un verdadero arco de triunfo de triple arco y Bajorrelieves  áticos, probablemente inspirados por los que Botticelli ha visto en Roma durante su reciente estancia para pintar un fresco de las escenas en la Capilla Sixtina.
El cuarto cuadro rompe brutalmente la serie por su rigidez, ahuyenta el sueño y lo irreal y nos trae a la realidad y al rigor científico de la composición con el fin de transmitir el mensaje y satisfacer al patrocinador.

## Atribución
La crítica es unánime con respecto a la atribución de la concepción de las cuatro escenas a Botticelli, pero con relación a la ejecución considera que ha sido en parte confiada a sus asistentes, en particular a Bartolomeo di Giovanni para las tres primeras escenas y a Jacopo del Sellaio para la última.